# (7030) Colombini
(7030) Colombini es un asteroide perteneciente al cinturón de asteroides, descubierto el 18 de diciembre de 1993 por el equipo del Observatorio Astronómico de Santa Lucia di Stroncone desde el Observatorio Astronómico de Santa Lucia di Stroncone, Stroncone, Italia.

## Designación y nombre
Designado provisionalmente como 1993 YU. Fue nombrado Colombini en honor al astrónomo italiano Ermes Colombini, miembro del personal del Observatorio San Vittore, cerca de Bolonia.

## Características orbitales
Colombini está situado a una distancia media del Sol de 2,440 ua, pudiendo alejarse hasta 3,019 ua y acercarse hasta 1,860 ua. Su excentricidad es 0,237 y la inclinación orbital 9,333 grados. Emplea 1392,30 días en completar una órbita alrededor del Sol.

## Características físicas
La magnitud absoluta de Colombini es 13,8. Tiene 6,529 km de diámetro y su albedo se estima en 0,074.